# Kristýna Schönbornová
Kristýna Josefa Marie hraběnka ze Schönbornu (rozená von Brühl, německy Christina Maria Josefa von Schönborn, rozená Gräfin von Brühl, 28. března 1817 Praha – 23. října 1902 Praha) byla česká šlechtična spolková činovnice, sufražetka a feministka, manželka hraběte Ervína Damiána Schönborna, zakladatelka Spolku svaté Ludmily, prvního ženského spolku v českých zemích. Spolupracovala s předními osobnostmi českého ženského emancipačního hnutí, jako byla například Marie Riegrová-Palacká.

## Život

### Mládí
Narodila se v Praze do německy mluvící šlechtické rodiny Friedricha Augusta von Brühl a jeho ženy Alžběty. Otec pocházel ze Zelené Hory v Pruském Slezsku, matka z Prahy. 11. července 1839 se v Praze provdala za velkostatkáře a politika hraběte Ervína Damiána Schönborna, v době svatby je uváděna jako palácová dáma. Manžel vlastnil rodinné statky Lukavice, Příchovice, Přeštice, Malesice a Kozolupy na Plzeňsku a alodiální statek Dlažkovice na Litoměřicku. Od roku 1861 do roku 1867 byl také konzervativním poslancem Českého zemského sněmu. Rovněž byl majitelem Schönbornského paláce na Malé Straně. Se svým manželem přechodně pobývali ve Vídni.

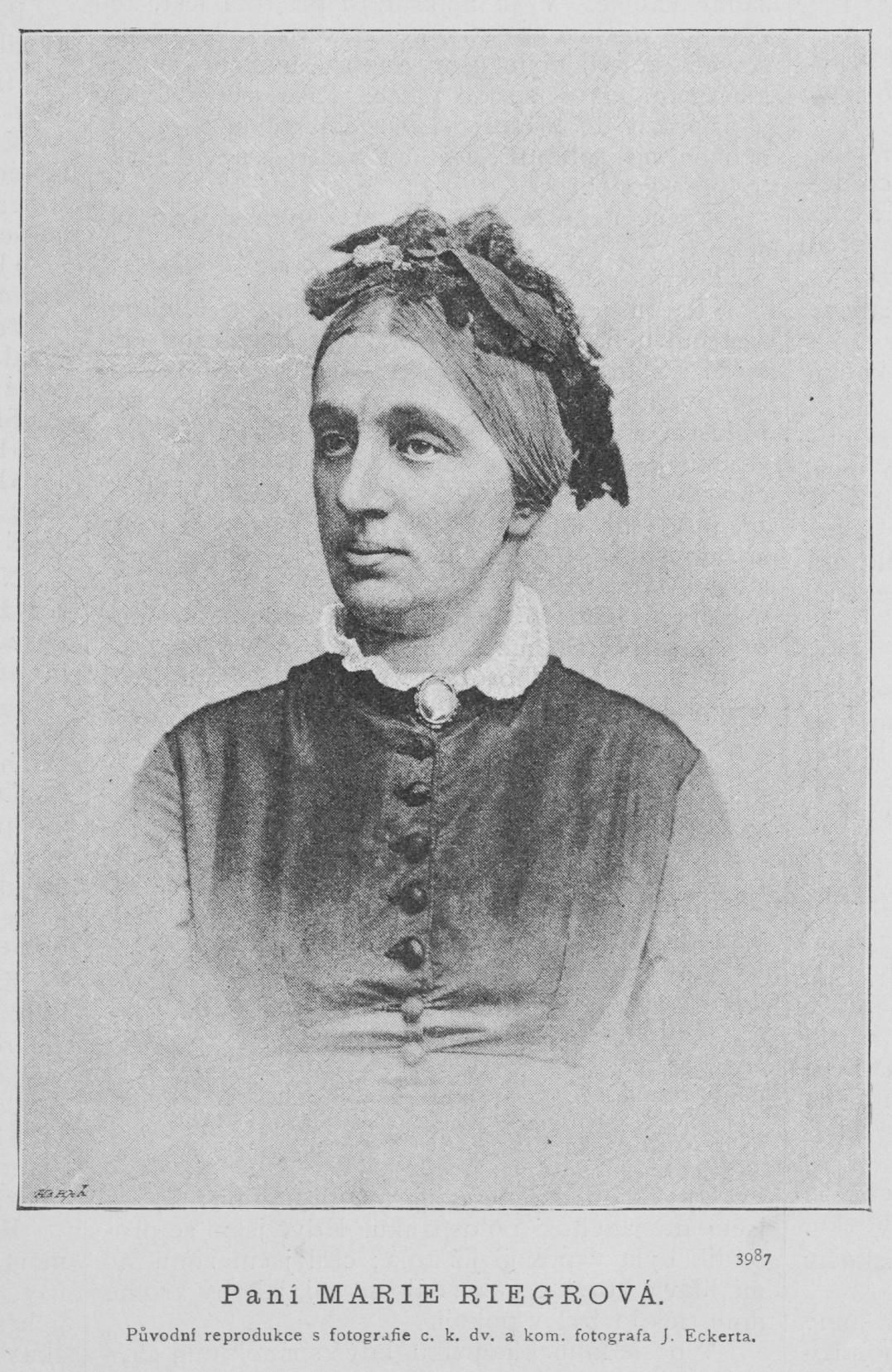
Spisovatelka Marie Riegrová-Palacká, členka Spolku svaté Ludmily, se kterou hraběnka Schönbornová úzce spolupracovala

### Spolek svaté Ludmily
Roku 1851 iniciovala hraběnka Schönbornová v Praze založení Spolku svaté Ludmily, jakožto prvního ženského spolku v českých zemích a zároveň jednoho z prvních českých spolků vůbec – teprve Říjnový diplom vydaný roku 1860 umožnil zakládat spolky, do té doby nebyla spolková činnost dovolena. Spolek vznikl s cílem cíl zaopatřit zejména vdovy a matky samoživitelky, které po ztrátě manžela nebyly schopny zajistit sobě, případně rodině, obživu a často tak upadaly do chudoby. Spolek byl založen u příležitosti 930. výročí mučednické smrtí svaté Ludmily, jedné z českých patronek, byl tehdy jedinou ženskou asociací tohoto zaměření v Čechách. I přes napjaté společenské prostředí neoabsolutismu se spolek navzdory svému českému charakteru udržel a záhy začal být vedle okruhu žen a dívek kolem ústavu Amelinga jedním z důležitých center ženské inteligence v Praze.
Členkou spolku se roku 1864 stala také Marie Riegrová-Palacká, dcera Františka Palackého, která na osm let převzala po hraběnce Schönbornové vedoucí úlohu ve spolku. Reorganizovala jej a pomocí něj se snažila o vybudování samostatné české vzdělávací instituce pro dívky. To se podařilo roku 1865, kdy byla založena soukromá výrobní škola v Praze. Klub byl mezi českými ženami vyšší společnosti velmi oblíben, soustřeďoval manželky a dcery spisovatelů, intelektuálů, novinářů či politiků. Sloužil ke společnému trávení volného času, ale především ve vzdělávání a práci na poli ženské emancipace. Jeho dalšími členkami bylo například Ludmila Šimáčková, Eliška Krásnohorská či Sofie Podlipská. Velká článek dam angažovaných ve svaté Ludmile se rovněž roku 1865 stala členkami Amerického klubu dam, prvního českého ženského spolku vzniknuvšího z iniciativy mecenáše Vojty Náprstka, který se scházel v jeho domě U Halánků.
Okolo roku 1870 došlo ve spolku ke sporům, po kterých zejména mladší členky spolku odešly a založily na začátku roku 1871 novou organizaci, Ženský výrobní spolek, který se zabýval totožnou agendou. Spolek svaté Ludmily nadále kvůli nedostatku financí utlumoval svou vzdělávací činnost, poslední z rukodělných kurzů pro ženy byl zrušen roku 1885. S upraveným názvem Spolek paní svaté Ludmily však nadále existoval a plnil svou roli na poli dobročinnosti, opět pod vedením Kristýny Šchönbornové a za přispění dalších členů rodiny; dcera Vilemína převzala jeho vedení po matce.
Kristýna Josefa Marie hraběnka Schönbornová zemřela roku 1902 v Praze.

## Potomci
Spolu s manželem měli celkem osm dětí, čtyři syny a čtyři dcery:
- Karel Bedřich Josef (Karl Friedrich Josef, 1840–1908)[8] – politik, dědic statku v Dolní Lukavici
- Bedřich Ervín (Friedrich Erwein, 1841–1907) – poslanec moravského sněmu, předlitavský politik, člen panské sněmovny, v letech 1888–1895 ministr spravedlnosti Předlitavska.
- Tereza (* 1843)
- František Maria Karel (1844–1899) – pátý biskup českobudějovický, 28. arcibiskup pražský, kardinál
- Anna (* 1845)
- Alžběta (* 1848)
- Vilemína (* 1851)
- Vojtěch Josef Maria (Adalbert Josef, 1854–1924) – právník a politik, poslanec Českého zemského sněmu, člen zemského výboru, poslanec Říšské rady, organizátor českých katolických politických stran
- Pavlína (* 1861)

V některých pramenech je uváděno deset dětí, např. ještě syn Ervín (* 1842).